# Západní Karpaty

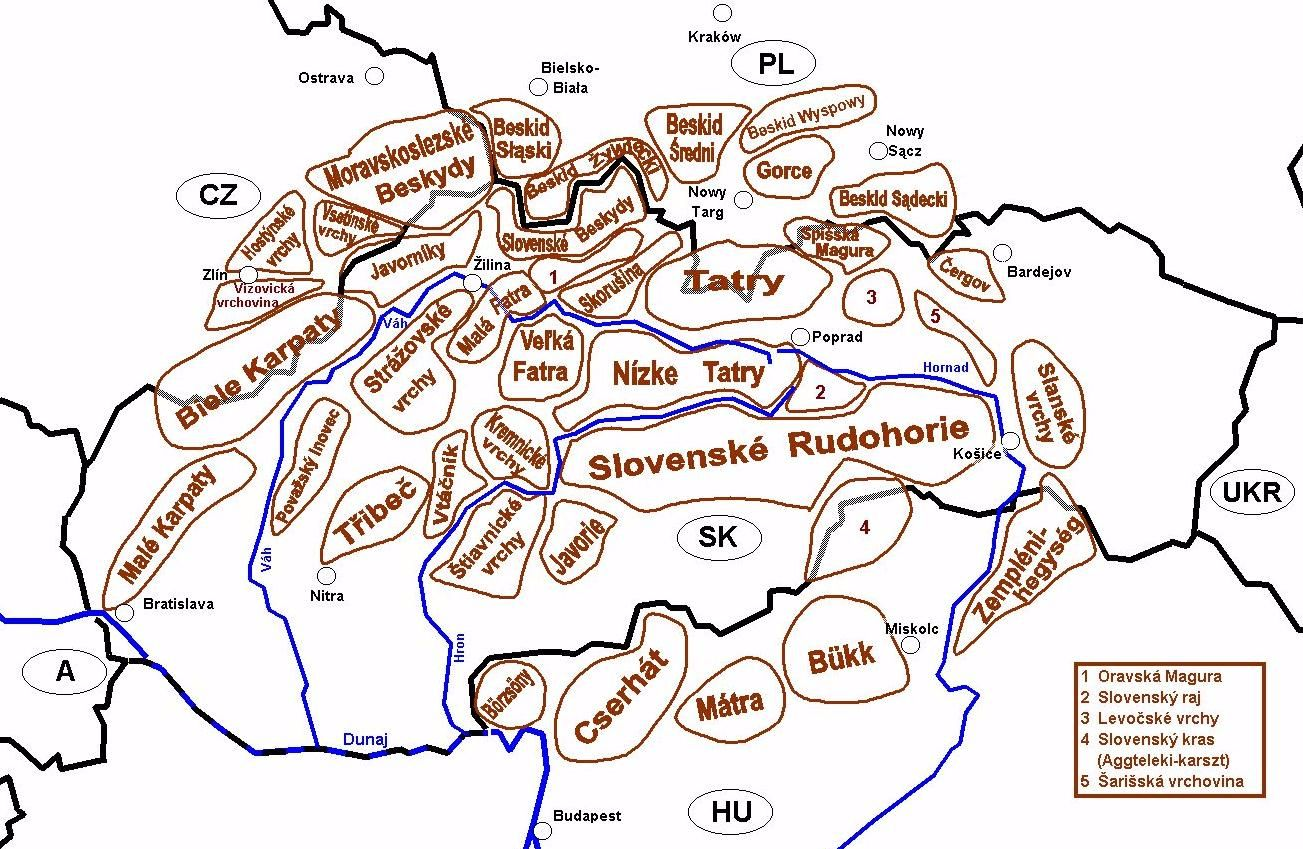
Pohoří Západních Karpat.

Západní Karpaty jsou geomorfologická provincie geomorfologického subsystému Karpat na území Česka, Slovenska (největší část), Rakouska, Polska a Maďarska. Táhnou se v délce asi 500 km od Dolních Rakous (německy Niederösterreich) po Kurovské neboli Tyličské sedlo (polsky Przełęcz Tylicka) na slovensko-polských hranicích. Největší šířka je cca 200 km, nejvyšší vrchol – Gerlachovský štít – 2655 m n. m. v Tatrách.

## Členění
Západní Karpaty se člení na:
1. Předneogenní provrásněné oblasti, které tvoří vlastní pohoří:
- Vnitřní Západní Karpaty
- Vnější Západní Karpaty – tvořeny flyšem

2. Oblasti pokryté neogénem, který není provrásněn:
- Vněkarpatské sníženiny

## Terminologie
Jako Západní Karpaty tuto jednotku označuje česká, slovenská, polská a rakouská geomorfologie. V Maďarsku se preferuje označení Severozápadní Karpaty (Északnyugati-Kárpátok) na odlišení od Západních Karpat v Rumunsku.